# Globalworth Plaza
Globalworth Plaza (cunoscută în timpul construcției ca Nusco Tower) este o clădire de birouri de clasă A din București, cu o înălțime de 19 etaje.

## Istoric, construcție
Este situată la intersecția Barbu Văcărescu - Șoseaua Pipera.
A fost dezvoltată de grupul italian Nusco printr-o investiție de 50 milioane euro
și are o suprafață închiriabilă de aproximativ 20.000 mp, iar spațiile de birouri pot găzdui până la 2.000 de angajați.